# Шутов, Пётр Иванович
Пётр Ива́нович Шу́тов (11 [24] января 1905, Ильинское, Вятская губерния — 25 июля 1982, Москва) — заместитель командира 138-го стрелкового полка (101-я стрелковая дивизия Камчатского оборонительного района, 2-й Дальневосточный фронт). Подполковник. Герой Советского Союза.

## Биография
Родился 11 (24) января 1905 года в селе Ильинское в крестьянской семье. С 1920 по 1924 годы работал в Ильинском волостном исполкоме. В 1926 году окончил Кировскую губернскую советско-партийную школу, был на комсомольской работе на станции Лёвшино Пермской области. Окончил учительские курсы. Работал учителем в начальной школе, рабочим на Березниковском химкомбинате.
В 1927 году призван в Красную Армию. В 1931 году экстерном сдал экзамены за курс Казанской военной школы. Служил командиром стрелковой роты, начальником полковой школы, начальником штаба 302-го стрелкового полка, помощником начальника штаба 101-й стрелковой дивизии на Камчатке.
В 1945 году участвовал в советско-японской войне. Заместитель командира 138-го стрелкового полка 101-й стрелковой дивизии майор Шутов отличился при освобождении Курильских островов.

18 августа 1945 года отряд захвата берега под командованием майора Шутова высадился на остров Шумшу. В ожесточенном бою героическими действиями моряков-пехотинцев прорвал первую линию обороны врага и обеспечил высадку десанта в районе мыса Кокутан-Саки. Майор Шутов в решении этой тяжелой боевой задачи проявил героизм, имея три ранения, командовал отрядом до момента ввода в бой десанта.— Из наградного листа
Указом Президиума Верховного Совета СССР от 8 сентября 1945 года за умелое руководство боевыми операциями и за образцовое выполнение боевых заданий командования на фронте борьбы с японскими империалистами майору Шутову Петру Ивановичу присвоено звание Героя Советского Союза с вручением ордена Ленина и медали «Золотая Звезда».
После войны продолжил службу в армии. В 1946 году окончил курсы «Выстрел». С 1953 года подполковник П. И. Шутов — в запасе. Жил в Москве.

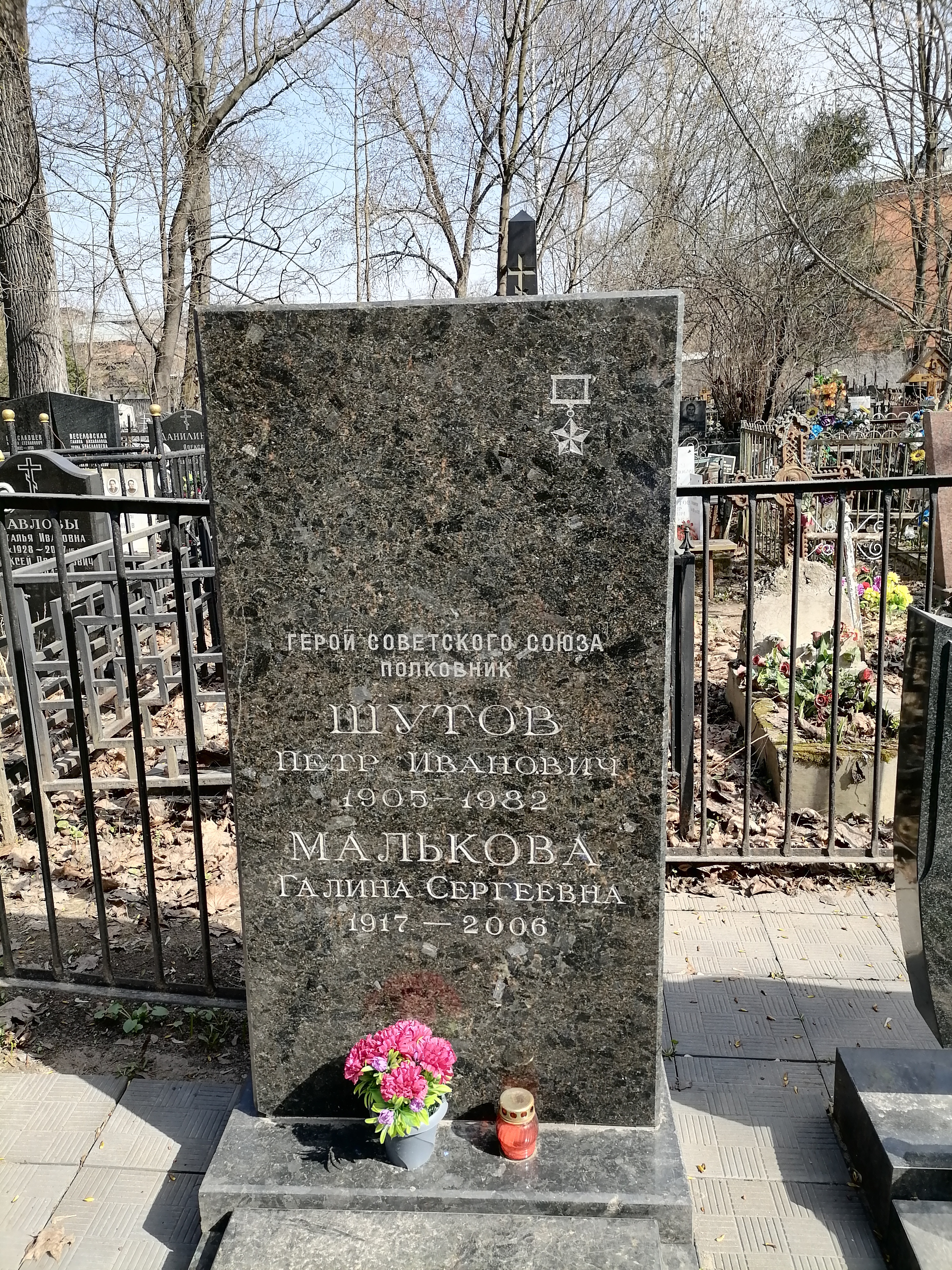
Могила на Пятницком кладбище

Умер 25 июля 1982 года. Похоронен на 11 участке Пятницком кладбище города Москвы.

## Награды
- медаль «Золотая Звезда» (08.09.1945)[2][3];
- три ордена Ленина;
- орден Красного Знамени;
- орден Красной Звезды (за выслугу лет в Красной Армии);
- медали;
- почётный гражданин города Северо-Курильска.

## Память
- Имя П. И. Шутова присвоено:

улицам в городе Северо-Курильске, селе Ильинское Слободского района;
посёлку на острове Шумшу (посёлок Шутово).
горе на Курильских островах (гора Шутова, остров Шумшу).